# Andronico I di Trebisonda
Andronico I Gidon Comneno (... – Trebisonda, 1235) fu imperatore di Trebisonda.
È l'unico governante di Trebisonda senza una diretta parentela di sangue (era suo genero) con il fondatore dell'Impero, Alessio I Comneno.
Lo storico George Finlay suggerisce  che potrebbe essere lo stesso Andronikos generale di Teodoro I Lascaris. Durante il suo regno, respinse con successo un assedio turco.